# 타이베이 쑹산 공항
타이베이 쑹산 공항(중국어 정체자: 臺北松山機場, 영어: Taipei Songshan Airport, IATA: TSA, ICAO: RCSS)은 대만의 수도 타이베이시 쑹산구에 있는 공항으로 1945년 대만의 항공 노선의 중심적인 공항으로 자리를 잡았고 1979년 2월에 타오위안 국제공항이 개항한 이후 한 때 국내선 전용으로만 사용되어 오다가 2009년 국제선 정기편을 다시 신설하면서 현재는 대한민국과 일본을 연결하는 국제선이 운항하고 있다.

## 쑹산 공군기지
대만 수도 타이베이의 공군기지로서, 대만 총통과 부총통에 대한 공군 서비스를 제공한다.
2020년 8월 29일, 일본 오키나와 가데나 공군기지에서 이륙한 미국 해군 EP-3E 정찰기가 쑹산 공군기지에 착륙했다. 다음날 30일 다시 이륙해 가데나로 복귀했다. 중국은 대만이 자신의 영토라고 주장하고 있으며, 2020년 6월 미 C-40A 수송기가 대만 방공식별구역에 진입해 통과한 것만으로도 중국은 "주권과 안전을 침해하고 국제법을 위반했다"고 반발하며 수호이-30 전투기를 출격시키는 등 긴박하게 대응했다.

## 연혁
- 1950년 : 민간 공항으로서 개항하였다.
- 1979년 : 중정 국제공항(현 타이완 타오위안 국제공항)의 개항으로, 중화민국의 국내선 전용 공항이 되었다.
- 2007년 : 타이완 고속철도의 개통이 되면서 이용객이 격감하였다.
- 2008년 : 삼통 정책의 일환으로 중국 대륙과의 국제 정기 전세편이 취항하였다.
- 2009년 : 중화인민공화국 국제 노선 정기편이 취항하였다.
- 2012년 : 대한민국 국제 노선 정기편이 취항하였다.

## 운항 노선

### 국제선
| 항공사       | 목적지                                   |
| ------------ | ---------------------------------------- |
| 중화항공     | 도쿄(하네다), 상하이(훙차오), 서울(김포) |
| 에바 항공    | 도쿄(하네다), 상하이(훙차오), 서울(김포) |
| 이스타항공   | 서울(김포)                               |
| 티웨이항공   | 서울(김포)                               |
| 중국국제항공 | 상하이(훙차오), 충칭                     |
| 중국동방항공 | 상하이(훙차오)                           |
| 상하이 항공  | 상하이(푸둥), 상하이(훙차오)             |
| 샤먼 항공    | 샤먼, 푸저우                             |
| 쓰촨 항공    | 청두(톈푸)                               |
| 일본항공     | 도쿄(하네다)                             |
| 전일본공수   | 도쿄(하네다)                             |

### 국내선
| 항공사      | 목적지                                 |
| ----------- | -------------------------------------- |
| 유니항공    | 난간, 베이간, 진먼, 타이둥, 핑둥, 헝춘 |
| 만다린 항공 | 가오슝, 마궁, 진먼, 타이둥             |

## 교통 수단

### 첩운
타이베이 첩운 원후선 쑹산공항역(BR13)에서 도보 1분이다. 2009년 7월 4일에 타이베이 첩운 네이후 선이 연장되어, 본공항 지하에 개업했다.

### 버스
타이베이 시내 각지에 노선버스가 운행되고 있으며, 그 외에 타이완 타오위안 국제공항, 지룽, 중리 등에 고속버스가 운행되고 있다.

### 택시
터미널 도착 로비에 택시 승강장이 있고 택시가 대기하고 있다.타이베이시와 주자이, 타이완 타오위안 국제공항, 난항에 접속할 수 있다.

## 교통 및 통계
타이베이 쑹산 공항과 서울 김포국제공항 간 노선은 대만에서 가장 바쁜 국제노선이다. 2023년에 가장 많은 승객이 탑승한 10개의 노선은 다음과 같다.
| 순위 | 공항            | 이용 승객 (2023년) | 항공사                                                       |
| ---- | --------------- | ------------------ | ------------------------------------------------------------ |
| 1    | 서울 (김포)     | 2,065,197          | 이스타항공, 티웨이 항공, 중화항공, 에바 항공                 |
| 2    | 킨멘            | 282,056            | 만다린 항공, 유니 항공, 원동항공                             |
| 3    | 펑후            | 270,791            | 만다린 항공, 유니 항공, 원동항공                             |
| 4    | 타이중          | 270,056            | 만다린 항공, 유니 항공                                       |
| 5    | 마츠 난간       | 252,172            | 유니 항공                                                    |
| 6    | 상하이 (훙차오) | 211,4104           | 중화항공, 에바 항공, 중국국제항공, 중국동방항공, 상하이 항공 |
| 7    | 도쿄 (하네다)   | 210,023            | 중화항공, 에바 항공, 전일본공수, 일본항공                    |
| 8    | 상하이 (푸둥)   | 205,552            | 유니 항공, 상하이 항공                                       |
| 9    | 푸저우          | 162,734            | 만다린 항공, 원동항공, 샤먼 항공                             |
| 10   | 샤먼            | 147,771            | 유니 항공, 샤먼 항공                                         |

## 같이 보기
- 타이완 타오위안 국제공항